# Instituto para o Estudo dos Regimes Totalitários
Instituto para o Estudo dos Regimes Totalitários (tcheco: Ustav pro studium totalitních režimu - ÚSTR) é um instituto e agência de pesquisa, criado pelo governo tcheco em 2007.  Foi criado pela Lei 181/2007, de 1 de Agosto de 2007, após cerca de dois anos de preparação. É situado em Praga, na rua Siwiec, assim nomeada em homenagem a Ryszard Siwiec.

## Objetivos
Sua finalidade é reunir, preservar, analisar e tornar acessíveis ao público, a documentação histórica dos regimes totalitários nazista (1938-1945) e comunista (1948-1989) impostos à Tchecoslováquia. Seu acervo reúne os arquivos da antiga polícia secreta tchecoslovaca, a StB.  Estes documentos comprovam que a StB possuía um acordo de colaboração com a KGB soviética para a realização de operações na América Latina durante a Guerra Fria (ver: Espionagem na Guerra Fria e Medidas ativas). Países da região como Argentina, Brasil, México, Uruguai e outros, foram alvos destas ações.
O ÚSTR é membro fundador da Plataforma de Memória e Consciência Europeias e hospeda seu secretariado.

## Controvérsia Kundera

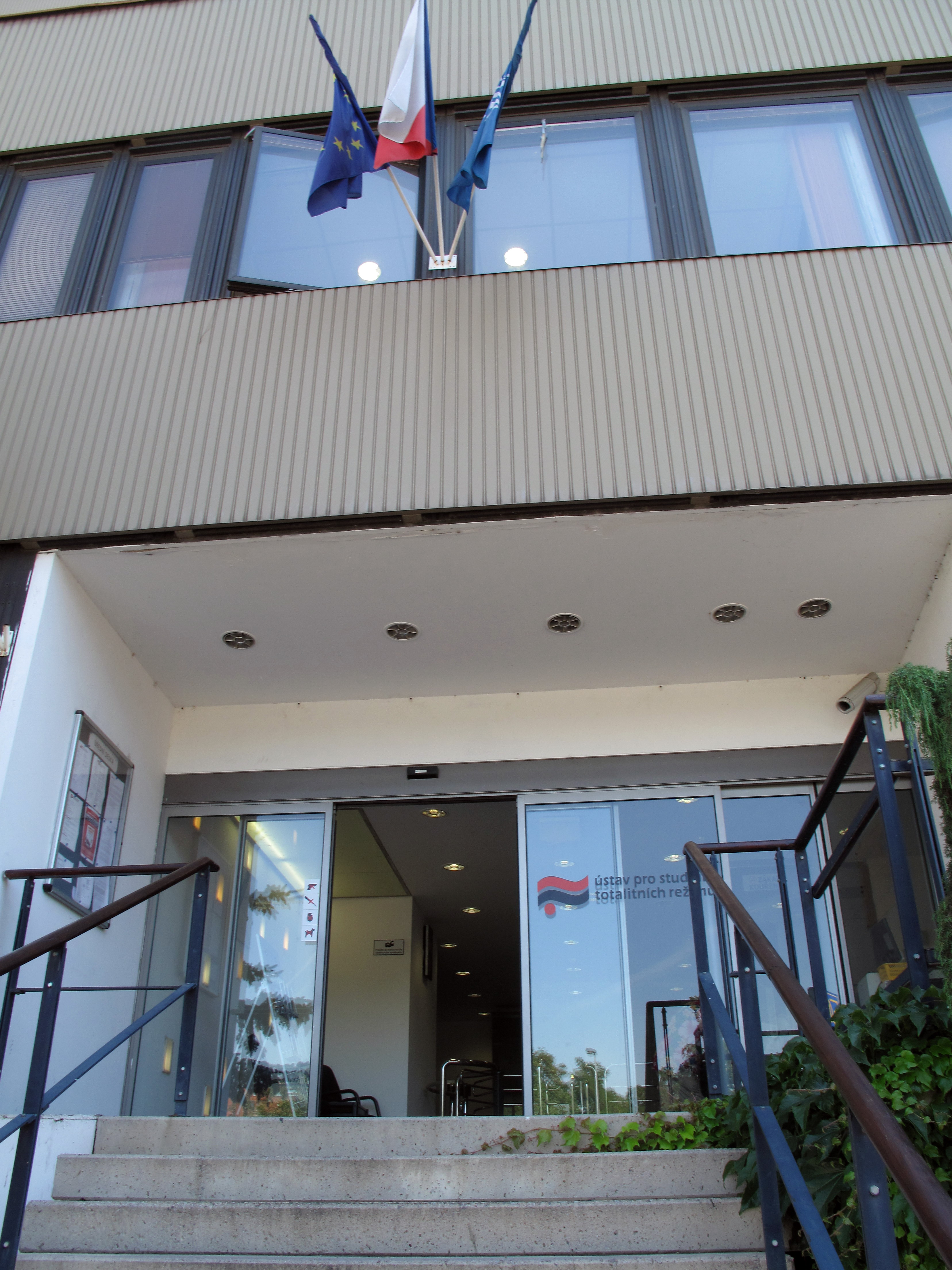
Sede do ÚSTR na rua Siwiec, Praga.

Em 2008, o instituto recebeu atenção da mídia quando um pesquisador publicou uma afirmação controversa de que o escritor Milan Kundera teria sido um informante da polícia que, em 1950, deu informações que levaram à prisão de um estudante. O homem preso, Miroslav Dvoracek, foi condenado a 22 anos de prisão por espionagem. Ele cumpriu 14 anos de sua sentença, que incluiu trabalhos forçados numa mina de urânio.
O ÚSTR aprovou a autenticidade do relatório policial de 1950 em que a afirmação foi baseada, mas indicou que não foi possível estabelecer alguns fatos importantes. Kundera negou seu envolvimento, declarando: "oponho-me da maneira mais forte a essas acusações, que são puras mentiras".

## Ray Mawby
Em 2012, a BBC informou que um dos seus investigadores, que visitaram Praga, trabalhando num programa sobre uma tentativa tcheca de comprometer o político britânico Edward Heath, deparou-se com um extenso arquivo do serviço secreto sobre o membro do Partido Conservador do Reino Unido Ray Mawby. Há evidências de que Mawby vendeu informações aos tchecos na década de 1960, mas, como Mawby já era falecido, não foi possível ouvir "seu lado" da história.

## Exposições
O ÚSTR abriga exposições de outros países e desenvolveu suas próprias exposições itinerantes. "Praga através da lente da polícia secreta" (que foi exibido pela primeira vez em 2009 na representação permanente da República Tcheca na União Europeia, em Bruxelas) foi revista no Harvard Gazette: Mark Kramer, um companheiro e diretor do Harvard Project on Cold War Studies comentou sobre a forma como o regime comunista monitorava as pessoas comuns. "A polícia secreta tcheca fez um grande esforço para manter o controle sobre pessoas que eram perfeitamente inócuas. Que não eram terroristas. E, que não eram um perigosas para o Estado".

## Críticas
As atividades do Instituto para o Estudo dos Regimes Totalitários são frequentemente alvo de críticas, especialmente no que diz respeito à gama de temas abordados pela instituição. O ÚSTR é referido como um instrumento anticomunista, que faz um revisionismo sistemático do passado e do papel da maior parte da sociedade nele. A ČSBS (Český svaz bojovníků za svobodu - "Associação Tcheca dos Lutadores pela Liberdade") alega que o ÚSTR não tem  investigado adequadamente o totalitarismo nazista, mas o presidente da associação, Jaroslav Vodička, é acusado de ter presidido o Partido Comunista da Tchecoslováquia e ter integrado as fileiras da polícia política nos tempos do comunismo. Anteriormente foi solicitado que o instituto publicasse listas de agentes da Gestapo, o que não aconteceu.Contra as acusações dos críticos, pesa o fato de o regime comunista ser posterior ao tempo da ocupação nazista na Tchecoslováquia, e uma das principais armas do governo comunista da época foi a fabricação de provas de colaboração com o nazismo para perseguir inimigos políticos. Milhares de opositores do regime comunista, especialmente no início dos anos 50, foram perseguidos, presos e executados em julgamentos instrumentalizados com provas falsificadas pelo governo. Todas as tentativas de desacreditar o Instituto, ou mesmo cessar seu funcionamento pela via judicial, foram rechaçadas, tanto pela opinião pública como pelo Suprema Corte da República Tcheca.

## Diretores
- Pavel Žáček (2008–2010)
- Jiří Pernes (2010)
- Zdeněk Hazdra (2010, atuante)
- Daniel Herman (2010–2013)
- Pavla Foglová (2013–2014)
- Zdeněk Hazdra (2014– ) [17] [18]